# Roberto Magris
Roberto Magris (Trieste, 19 giugno 1959) è un pianista, compositore e arrangiatore italiano di musica jazz.
Magris ha inciso 40 album ed ha sostenuto concerti in tutto il mondo.

## Biografia
Magris ha incominciato a suonare professionalmente alla fine degli anni settanta. Nel corso della sua carriera ha suonato e inciso con Art Davis, Herb Geller, Albert "Tootie" Heath, Idris Muhammad, Ira Sullivan, Sam Reed, Brian Lynch, Tony Lakatos, Mark Colby, Eric Hochberg, Paul Carr, Hermon Mehari, Jim Mair, Logan Richardson, Kendall Moore, Brandon Lee, Eric Jacobson, Franco Ambrosetti, Philip Catherine, František Uhlíř, Janusz Muniak, Bosko Petrovic, Kai Winding, Eddie "Lockjaw" Davis, Sal Nistico.
Dal 2006, Magris è divenuto il direttore musicale dell'etichetta discografica JMood di Kansas City, con la quale ha inciso 24 CD. Negli Stati Uniti, Magris ha suonato a Los Angeles (The Jazz Bakery, Catalina Jazz Club a Hollywood), Kansas City (The Blue Room), Miami (The WDNA Jazz Gallery, FIU Music Festival al Wertheim Performing Arts Center), Chicago (The Jazz Showcase), Milwaukee (The Jazz Estate), St. Louis, Omaha, Des Moines, Cincinnati, Ft. Lauderdale. Nel 2007 gli è stata conferita la cittadinanza onoraria dal City Council di Kansas City.
Negli anni ottanta, Magris ha diretto il trio jazz Gruppo Jazz Marca incidendo 3 dischi: Comunicazione Sonora (1982), Aria di Città (1983) e Mitteleuropa (1986), ristampati nel 2006 dall'etichetta inglese Arision. Nel 1987 ha fondato il Roberto Magris Quartet che, con musicisti diversi, è rimasto attivo per oltre vent'anni, incidendo 4 album: Life in Israel (per l'etichetta israeliana Jazzis), Maliblues, Live in Melbourne e Love Is Passing Thru (registrato nel 2005 ed uscito nel 2024 per la JMood). Negli anni novanta ha fondato i gruppi di acid jazz DMA Urban Jazz Funk e Alfabeats Nu Jazz, registrando 2 album: Up to the Beat (2003) e Alfabeats Nu Jazz - Stones (2006). Nel 1998 Magris ha fondato l'Europlane Orchestra (sotto il patrocinio dell'INCE-CEI Central European Initiative), incidendo 3 album: Live at Zooest, Plays Kurt Weill con la cantante Ines Reiger, e Current Views (per l'etichetta Soul Note) con un gruppo comprendente Philip Catherine, Bill Molenhof e Roberto Ottaviano.
Nel 2005 Magris ha inciso, assieme ai sassofonisti Tony Lakatos e Michael Erian, l'album Check-In (per l'etichetta Soulnote). Nel 2006 Magris ha inciso, assieme al sassofonista Herb Geller, l'album Il Bello del Jazz (per l'etichetta Soulnote) e successivamente è stato pubblicato un secondo album assieme a Geller dal titolo An Evening with Herb Geller & The Roberto Magris Trio - Live in Europe 2009.
Nel 2007, Magris ha iniziato ad incidere negli Stati Uniti per l'etichetta JMood. Il primo album è stato registrato a Kansas City con il bassista Art Davis e il batterista Jimmy "Junebug" Jackson, Kansas City Outbound, a cui sono seguiti due album dedicati al trombettista Lee Morgan, Morgan Rewind: A Tribute to Lee Morgan Vol. 1, e Morgan Rewind: A Tribute to Lee Morgan Vol. 2, due album dedicati alla musica del pianista Elmo Hope, One Night in with Hope and More Vol. 1, e One Night in with Hope and More Vol. 2, ed uno dedicato al sassofonista Julian "Cannonball" Adderley, Cannonball Funk'n Friends. Poi, sempre a Kansas City, Magris ha inciso un album con il sassofonista di Filadelfia Sam Reed, Ready for Reed – Sam Reed Meets Roberto Magris, un album doppio dedicato al periodo del bebop, Aliens in a Bebop Planet, un album con una formazione di small big band assieme ai JM Horns, High Quote, e 3 album con il suo trio americano (Enigmatix,Need to Bring out Love,World Gardens).
Sempre per l'etichetta JMood, Magris ha inciso un album a Los Angeles assieme al batterista Idris Muhammad ed ai sassofonisti Paul Carr e Michael O'Neill, Mating Call. Poi, tre album a Miami, Roberto Magris Sextet Live in Miami @ The WDNA Jazz Gallery, con un gruppo di comprendente il trombettista Grammy Award winner Brian Lynch, che è stato scelto dalla rivista DownBeat tra i migliori album del 2018,, Sun Stone, assieme al multistrumentista Ira Sullivan e Match Point. Magris ha quindi inciso tre album a Chicago, il Cd doppio Suite!, con un gruppo comprendente il sassofonista Mark Colby ed il trombettista Eric Jacobson, Shuffling Ivories in duo con il contrabbassista Eric Hochberg, e Duo & Trio in duo con il sassofonista Mark Colby e altri.
In Europa, Magris ha sostenuto concerti e tournée con il MUH Trio (Roberto Magris/František Uhlíř/Jaromir Helešic Trio), con base a Praga, con il quale ha inciso gli album Prague After Dark nel 2016 e A Step into Light nel 2020 (entrambi per l'etichetta JMood). Nel 2024, Magris ha riunito il suo storico gruppo Europlane dopo vent'anni per concerti in Europa, ed ha registrato dal vivo l'album Freedom Is Peace (sempre per l'etichetta JMood).

Magris ha sostenuto concerti in piano solo e per piano e orchestra ed archi, con la Big Band Ritmo Sinfonica di Verona e l'Orchestra Giovanile del Veneto, registrando l'album Restless Spirits - Big Band Ritmo-Sinfonica Città di Verona plays the music of Roberto Magris (per l'etichetta Velut Luna).

## Discografia
- Life in Israel, con Ofer Israeli, Larry Smith, Marco Castelli, Luigi Rossi e Davide Ragazzoni (Jazzis, 1990)
- Music of Today, con Achim Goettert-Zadek, Joerg Drewing, Albrecht Riermeier, Martin Klingeberg, Rudi Engel, Marco Castelli e Davide Ragazzoni (Splasc(h), 1992)
- Maliblues, con Marco Castelli, Luigi Rossi e Davide Ragazzoni (Map, 1994)
- Check-In, con Tony Lakatos, Michael Erian, Robert Balzar e Gabriele Centis (Soul Note, 2005)
- Il Bello del Jazz, con Herb Geller, Darko Jurkovic, Rudi Engel e Gabriele Centis (Soul Note, 2006)
- Current Views, con Philip Catherine, Bill Molenhof, Roberto Ottaviano, Christian Muenchinger, Kristof Bacso, Ferenc Schreck, Darko Jurkovic, Marko Lackner, Vitold Rek, František Uhlíř, Marco Castelli, Gabriele Centis e altri (Soul Note, 2009)
- Kansas City Outbound, con Art Davis e Jimmy "Junebug" Jackson (JMood, 2008)
- Mating Call, con Paul Carr, Michael O'Neill, Elisa Pruett e Idris Muhammad (JMood, 2010)
- Canzoni Italiane In Jazz, con Maria Dal Rovere, Mario Cogno e Paolo Prizzon (Pop-Eye, 2011)
- Morgan Rewind: A Tribute to Lee Morgan Vol. 1, con Brandon Lee, Logan Richardson, Elisa Pruett e Albert "Tootie" Heath (JMood, 2012)
- One Night in with Hope and More Vol. 1, con Elisa Pruett e Albert "Tootie" Heath (JMood, 2012)
- Aliens in a Bebop Planet, con Matt Otto, Dominique Sanders, Brian Steever, Pablo Sanhueza ed Eddie Charles (JMood, 2012)
- Ready for Reed – Sam Reed Meets Roberto Magris, con Sam Reed, Kendall Moore, Steve Lambert, Dominique Sanders, Brian Steever e Pablo Sanhueza (JMood, 2013)
- Cannonball Funk'n Friends, con Hermon Mehari, Jim Mair, Dominique Sanders e Alonzo Scooter Powell (JMood, 2013)
- One Night in with Hope and More Vol. 2, con Elisa Pruett, Brian Steever e Albert "Tootie" Heath (JMood, 2013)
- Morgan Rewind: A Tribute to Lee Morgan Vol. 2, con Hermon Mehari, Jim Mair, Peter Schlamb, Elisa Pruett, Brian Steever e Pablo Sanhueza (JMood, 2013)
- An Evening with Herb Geller & The Roberto Magris Trio - Live in Europe 2009, con Herb Geller, Nikola Matosic ed Enzo Carpentieri (JMood, 2014)
- Enigmatix, con Dominique Sanders, Brian Steever, Pablo Sanhueza e Monique Danielle (JMood, 2015)
- Need to Bring out Love, con Dominique Sanders, Brian Steever, Julia Haile e Monique Danielle (JMood, 2016)
- Live in Miami @ The WDNA Jazz Gallery, con Brian Lynch, Jonathan Gomez, Chuck Bergeron, John Yarling e Murph Aucamp (JMood, 2017)
- World Gardens, con Dominique Sanders, Brian Steever e Pablo Sanhueza (JMood, 2018)
- Sun Stone, con Ira Sullivan, Mark Colby, Shareef Clayton, Jamie Ousley, Rodolfo Zuniga (JMood, 2019)
- Suite!, con Mark Colby, Eric Jacobson, Eric Hochberg, Greg Artry, PJ Aubree Collins (JMood, 2019)
- Live In Melbourne, con Ettore Martin, Rob Severini, Enzo Carpentieri (RSP, 2020)
- Shuffling Ivories, con Eric Hochberg (JMood, 2021)
- Match Point, con Alfredo Chacon, Dion Kerr e Rodolfo Zuniga (JMood, 2021)
- Duo & Trio, con Mark Colby e altri (JMood, 2022)
- High Quote, con Matt Otto, Monique Danielle, Jim Mair e altri (JMood, 2023)
- Love Is Passing Thru, con Ettore Martin, Danilo Gallo, Enzo Carpentieri (JMood, 2024)
- Freedom Is Peace, con Tony Lakatos, Florian Brambock, Lukas Oravec, Rudi Engel, Gasper Bertoncelj (JMood, 2024)

### Con MUH Trio (Magris/Uhlir/Helesic Trio)
- Prague After Dark, con František Uhlíř e Jaromir Helešic (JMood, 2017)
- A Step into Light, con František Uhlíř e Jaromir Helešic (JMood, 2020)

### Con Gruppo Jazz Marca
- Comunicazione Sonora (IAF, 1982 – ristampato da Arision, 2005)
- Aria di Città (IAF, 1983 - ristampato da Arision, 2009)
- Mitteleuropa (Gulliver, 1986 - ristampato da Arision, 2006)

### Con Europlane Orchestra
- Live at Zooest, con Julius Baros, Lojze Krajncan, Marko Lackner, Marco Castelli, Darko Jurkovic, František Uhlíř e Gabriele Centis (Zooest, 1998)
- Plays Kurt Weill, con Ines Reiger, Lojze Krajncan, Marco Castelli, Darko Jurkovic, František Uhlíř e Gabriele Centis (Pull, 2000)

### Con Big Band Ritmo-Sinfonica Città di Verona
- Restless Spirits - Big Band Ritmo-Sinfonica Città di Verona plays the music of Roberto Magris (Velut Luna, 2009)

### Con DMA Urban Jazz Funk
- DMA Urban Jazz Funk - Up to the Beat (Map, 2003)

### Con Alfabeats Nu Jazz
- Alfabeats Nu Jazz - Stones (Oasis, 2006)